# Neuquenioa nitida
Neuquenioa nitida là một loài bướm đêm trong họ Noctuidae.